# Trại tập trung của Đức Quốc xã
Đức Quốc xã đã duy trì các trại tập trung (tiếng Đức: Konzentrationslager, KZ hoặc KL) trên toàn lãnh thổ mà họ kiểm soát trước và trong Thế chiến II. Các trại Đức Quốc xã đầu tiên được dựng lên ở Đức vào tháng 3 năm 1933 ngay sau khi  Hitler trở thành Thủ tướng và Đảng Quốc xã của ông ta được trao quyền kiểm soát cảnh sát bởi Bộ trưởng Nội vụ Đế chế Đức Wilhelm Frick và Bộ trưởng Nội vụ Phổ Hermann Göring.   Được sử dụng để giam giữ và tra tấn các đối thủ chính trị và những người tổ chức công đoàn, các trại này ban đầu đã giam giữ khoảng 45.000 tù nhân.  
SS  của Heinrich Himmler đã giành quyền kiểm soát toàn bộ lực lực cảnh sát và các trại tập trung khắp nước Đức vào năm 1934–35.
Himmler mở rộng vai trò của các trại để giam giữ cái gọi là "các thành phần chủng tộc không mong muốn" như người Do Thái, người Romani, người Serbia, người Ba Lan, người tàn tật và những kẻ tội phạm.  Số người trong các trại giam, trước đó đã giảm xuống còn 7.500 người, đã tăng lên 21.000 người vào đầu Chiến tranh thế giới lần thứ hai   và đạt đỉnh điểm là 715.000 người vào tháng 1 năm 1945. 
Từ năm 1934, các trại tập trung được Thanh tra Trại tập trung (CCI) quản lý và vào năm 1942 được sáp nhập vào  SS-Wirtschafts-Verwaltungshauptamt và chúng được bảo vệ bởi SS-Totenkopfverbände (SS-TV).
Các học giả nghiên cứu Holocaust đã phân biệt giữa các trại tập trung (trong bài báo này) và các trại hủy diệt do Đức Quốc xã thiết lập để giết người Do Thái trong các khu dân cư tập trung bằng các phòng hơi ngạt.